# Бакаевка (Черниговская область)
Бакае́вка (укр. Бакаївка) — село в Прилуцком районе Черниговской области Украины.
Код КОАТУУ — 7421780801. Население по переписи 2001 года составляло 749 человек.

## Географическое положение
Село Бакаевка находится на правом берегу реки Удай, выше по течению на расстоянии в 3 км расположено село Дорогинка, на противоположном берегу — село Андреевка. Русло реки сильно заболочено.

## История
- У села Бакаевка расположены курганы эпохи бронзы (II тысячелетие до н. э.).
- 1600 год — дата основания.
- В ХІХ столетии село Бакаевка было в составе Монастырыщенской волости Нежинского уезда Черниговской губернии. В селе была Михайловская[3] церковь. Священнослужители Михайловской церкви[4]:
  - 1787 — священник Макар Моисеевич Адаменко
- В 2002 году в селе было провозглашено виртуальное государство Титульный суверенный народ Украины.

## Объекты социальной сферы
- Школа I—II ст.
- Дом культуры.
- Фельдшерско-акушерский пункт.

## Достопримечательности
- Братская могила советских воинов.